# Hey! Say! (曲)
「Hey! Say!」（ヘイ・セイ）は、日本のアイドルグループ、Hey! Say! 7のデビューシングルである。2007年8月1日発売。発売元はジェイ・ストーム。

## 解説
発売週のオリコンデイリーチャートでは、同時発売となった東方神起の「SUMMER」とほぼ毎日入れ替わりで1位を獲得する接戦となり、急遽握手会を催し、CDの購入者に限定した握手会を二日連続で行うなどして約8000枚の僅差で週間チャート1位となった。
平均年齢14.8歳（当時）というのは男性グループとしては史上最年少の首位であり、光GENJIが1987年8月に記録した16.1歳を20年ぶりに更新した。
歌詞の一部に昭和否定ではないかと話題になったが、あくまで昭和時代を否定するようなもので無く、「僕たちは平成生まれだから昭和に戻ってShowは出来ない」、「過去にはもう戻れない」という意味であるということが『ミュージックステーション』で説明された。2回目ではOP時に亀梨和也（KAT-TUN）が乱入し曲披露でも共演した。
この曲は、Hey! Say! JUMP結成前のHey! Say! 7の曲だが、今はHey! Say! JUMPが受け継いで歌っている。

## 収録曲

### CD
※（オリジナル・カラオケ）は通常盤のみ収録。
1. Hey! Say!
作詞：Erykah、作曲：BOUNCEBACK、編曲：Masaya Suzuki
  - TBS系アニメ『ラブ★コン』オープニングテーマ
2. BON BON
作詞・作曲・編曲：Akio Shimizu
  - TBS系アニメ『ラブ★コン』エンディングテーマ
3. Iをくれ
作詞：はしもとみゆき、作曲：馬飼野康二、編曲：石塚知生
4. Hey! Say!（オリジナル・カラオケ）
5. BON BON（オリジナル・カラオケ）
6. Iをくれ（オリジナル・カラオケ)

### DVD
※初回限定盤のみ
1. 「Hey! Say!」ビデオ・クリップ（マルチアングル付き）＋メイキング

## 特典
※通常盤のみ
- “ヘンガオ・シール” 封入